# Eumops auripendulus
Eumops auripendulus é uma espécie de morcego da família Molossidae. Pode ser encontrada na América Central e do Sul.

## Descrição
É um morcego de tamanho médio, com adultos pesando entre 26–38 g (0,92–1,3 oz). A cabeça e o dorso são cobertos por pêlo marrom escuro que varia de avermelhado a quase preto, enquanto os lados e a parte inferior são de uma cor cinza mais pálida. As orelhas são grandes e arredondadas, com um pequeno tragus pontudo e pele escura e sem pelos. As membranas das asas também são escuras e têm pontas estreitas; o pêlo se estende pela superfície superior da asa até uma linha entre os joelhos e o ponto médio do úmero. O rosto é quase totalmente sem pêlos.
Os machos adultos possuem um órgão sacular na garganta, cuja função é desconhecida, mas que é apenas vestigial nas mulheres. O morcego é mais parecido com o morcego Eumops glaucinus, mas este geralmente tem uma cor mais pálida.

## Distribuição e habitat

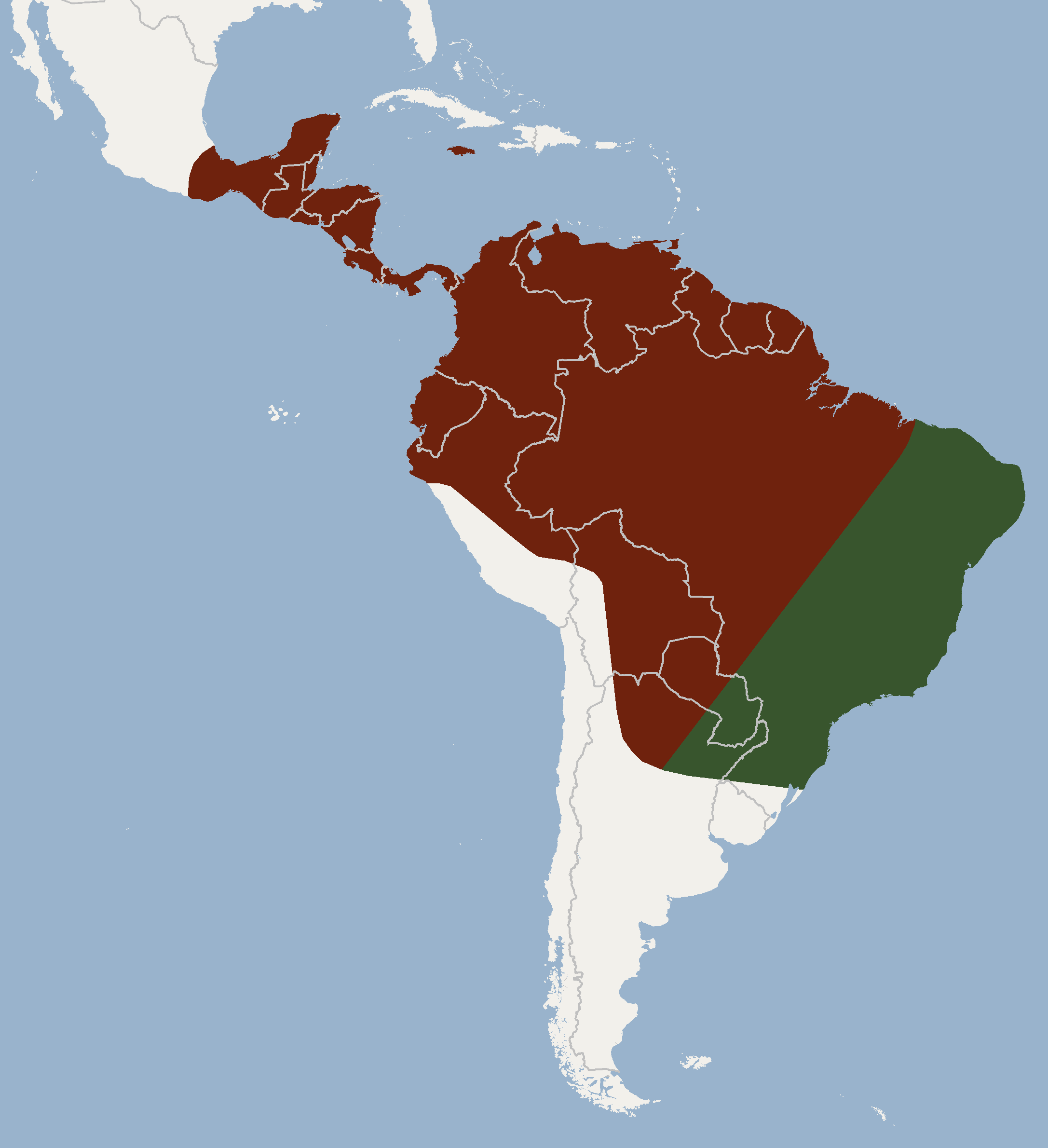
Distribution map of the black bonneted bat (based on Best et al., 2002)

É encontrado no sul do México, na ilha da Jamaica e em grande parte da América Central e do Sul, até o sul do norte da Argentina. No entanto, está ausente do oeste do Peru e da Bolívia, e do Chile. Habita uma variedade de habitats florestais em toda a região, desde as planícies costeiras até as encostas dos Andes, com pelo menos 1 800 m (5 900 pé) de altitude. No Brasil, habita todos os principais biomas.
Duas subespécies são reconhecidas:
- E. auripendulus auripendulus - na maior parte de seu alcance;
- E. auripendulus major - leste e sul do Brasil, leste do Paraguai, nordeste da Argentina.

## Comportamento e biologia
É uma espécie insetívora e noturna. Passam o dia dormindo dentro de fendas, muitas vezes rastejando para dentro, em vez de ficarem de cabeça para baixo. Em espaços maiores, podem ficar agrupados em grupos de pelo menos quinze. As fêmeas entram no cio várias vezes ao ano e dão à luz um único filhote.

## Bibliogafia
- SIMMONS, N. B. Order Chiroptera. In: WILSON, D. E.; REEDER, D. M. (Eds.). Mammal Species of the World: A Taxonomic and Geographic Reference. 3. ed. Baltimore: Johns Hopkins University Press, 2005. v. 1, p. 312-529.